# Acanthepeira
Acanthepeira là một chi nhện trong họ Araneidae.